# Трищетинник жовтуватий
Трищетинник жовтуватий (Trisetum flavescens) — вид трав'янистих рослин з родини злакові (Poaceae), поширений у пн.-зх. Африці, Європі, західній Азії, Туркменістані.

## Опис
Багаторічна рослина 50–100 см заввишки. Піхви гладкі, довго-волосисті або голі. Волоть 7–16 см завдовжки, з відносно короткими гілочками. Колоски 5–7 мм довжиною, золотисто-зелені, іноді з фіолетовим відтінком. Остюк нижньої квіткової луски колінчасто вигнутий, у нижній частині сильно закручений. Пиляків 3; 1.3–2.5(2.8) мм завдовжки.

## Поширення
Поширений у пн.-зх. Африці, Європі, західній Азії, Туркменістані; інтродукований до Канади, США, Аргентини, Чилі.
В Україні вид зростає на луках, лісових галявинах, у розріджених лісах — у Карпатах, часто; у західних лісових районах, зрідка.

## Використання
Кормова рослина.